# Secrets bancaires
Pour l’article ayant un titre homophone, voir Secret bancaire.
Secrets bancaires est une série de bande dessinée.
- Scénario : Philippe Richelle
- Dessin : Pierre Wachs (premier et troisième cycles), Dominique Hé (deuxième et quatrième cycles)
- Couleur : Bruno Pradelle, Domnok, Rémy Langlois

La série dérivée Secrets bancaires USA, dessinée par Dominique Hé, débute chez le même éditeur en 2011.

## Synopsis
Organisée sous forme de diptyques, la série forme une saga policière et financière.
Troisième cycleUn complexe de remise en forme bordelais fait l’objet d’une enquête pour malversation. Le commissaire Brédard découvre un lien entre cette entreprise et Pierre Vautier, notable et fondateur d’une association charitable.
Quatrième cycleAlors qu’il menait une investigation classique sur les ravages de la drogue, le journaliste Sam Boldon découvre un trafic organisé dans lequel sont impliqués les cartels, la CIA et la DEA. Son reportage, pourtant explosif, est censuré.

## Albums
Série Secrets bancaires
- 1.1 Les Associés (2006)
- 1.2 Détournement de fonds (2006)
- 2.1 Blanchiment (2007)
- 2.2 Le Goût de l'argent (2007)
- 3.1 Au-dessus de tout soupçon (2007)
- 3.2 L’Affrontement (2008)
- 4.1 Les Enfants du Watergate (2008)
- 4.2 Coup double (2009)

Série dérivée Secrets bancaires USA
1. Mort d’un trader, 19 janvier 2011,  (ISBN 978-2-7234-7386-6).
2. Norman Brothers, juin 2011,  (ISBN 978-2-7234-8036-9).
3. Rouge sang, 11 janvier 2012,  (ISBN 978-2-7234-8500-5).
4. In God We Trust, 26 septembre 2012,  (ISBN 978-2-7234-8736-8).
5. Mort à Bethlehem, 6 février 2013,  (ISBN 978-2-7234-9248-5).
6. Mafia rouge, 11 septembre 2013,  (ISBN 978-2-7234-9465-6).

## Éditeurs
- Glénat (collection « Investigations ») : tomes 1 à 8 (première édition des tomes 1 à 8)